# Wessel Couzijn

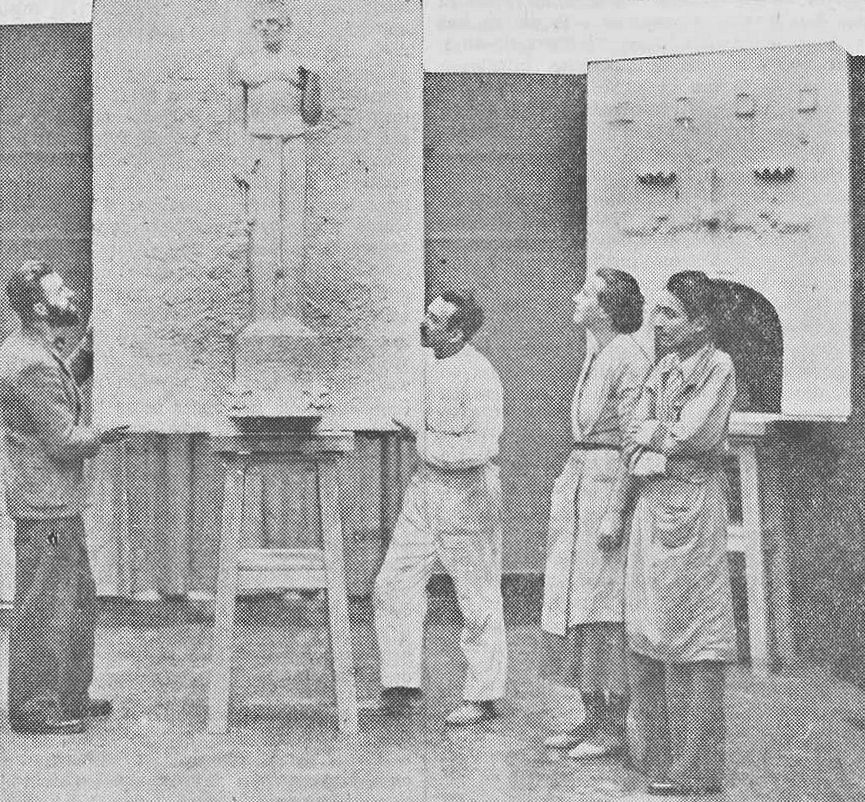
"In de Academie voor beeldende kunsten te Amsterdam wordt Zaterdag een tentoonstelling geopend van werkstukken uit de wedstrijd om de "Prix de Rome". Rechts: de winnaar, de heer W. Couzijn, met zijn ontwerp voor een versiering van een doorgang naar een muziekinstelling, voorstellende "Orpheus met de dieren". Naast hem: mej. A.H. Rutgers van der Loeff, die de tweede prijs kreeg toegewezen." uit Het Volk, 26 november 1936.

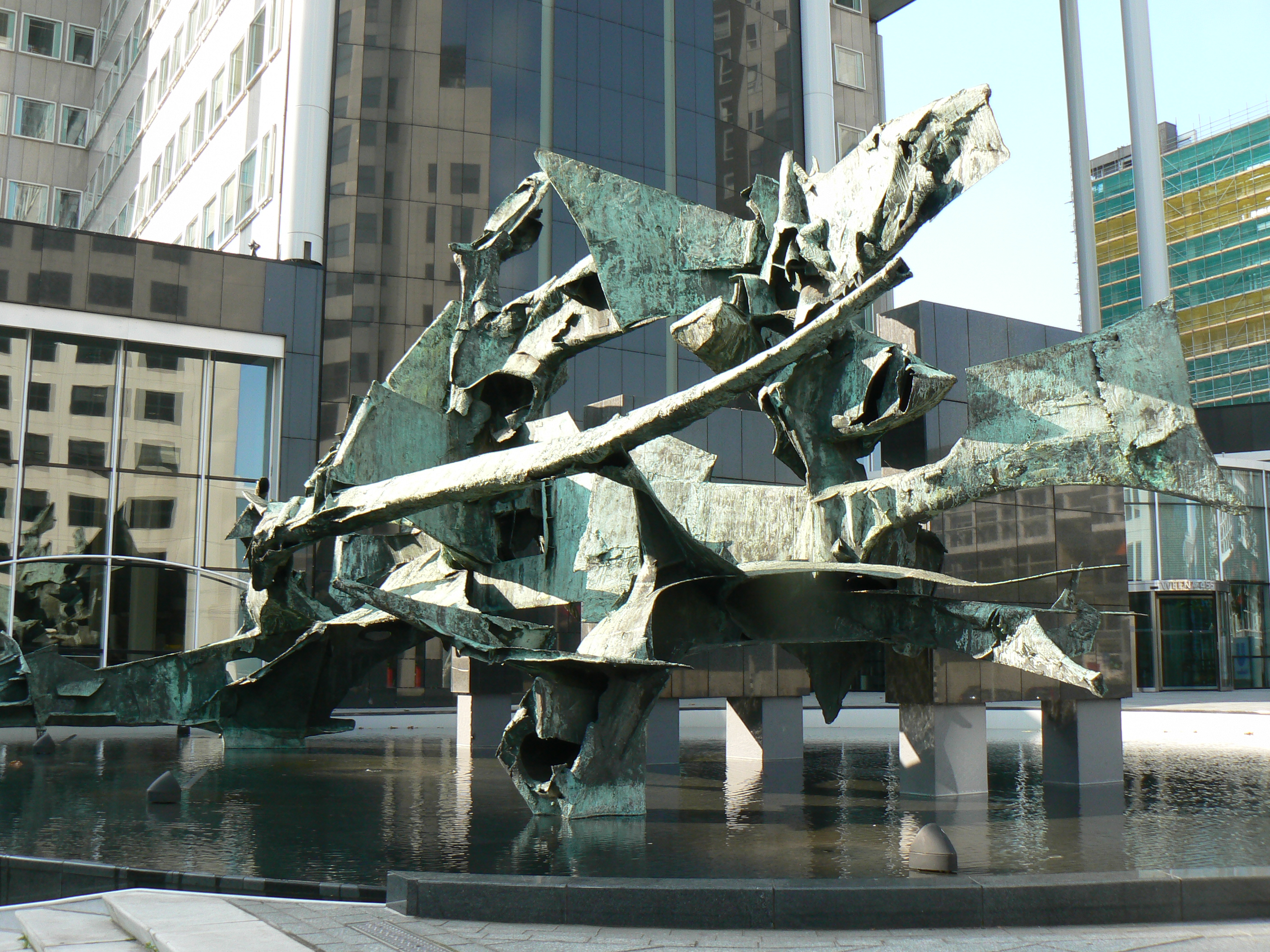
Belichaamde eenheid (1963) voor het Unilever gebouw op het Weena in Rotterdam

Wessel Couzijn (Amsterdam, 17 juni 1912 – aldaar, 16 mei 1984) was een Nederlandse expressionistisch beeldhouwer. Hij heeft zich tijdens zijn carrière met vele vormen van kunst beziggehouden; van schilderen en tekenen tot beeldhouwen.

## Leven en werk
Couzijn was een zoon van Mozes Couzijn en Adèle de Smitt. Zijn vader was een Joodse meubelmaker, die in 1913 van Amsterdam naar New York verhuisde. Twee jaar later volgden Wessel en zijn moeder. In New York werd kinderverlamming bij Wessel geconstateerd, waardoor hij jaren in ziekenhuizen moest doorbrengen. Hij volgde als tiener lessen aan de Art Students League of New York. Eind jaren twintig stuurde zijn moeder hem terug naar Nederland voor een gedegen opleiding. In 1930 werd Couzijn toegelaten tot de schilderafdeling van de Rijksakademie van beeldende kunsten in Amsterdam. Op die afdeling werd vaak met gips gewerkt. Couzijn was hier zo enthousiast over dat hij zich inschreef voor de beeldhouwafdeling, waar hij les kreeg van hoogleraar Jan Bronner. Couzijn was een groot bewonderaar van Bronner. In 1936 won Couzijn de Prix de Rome, zijn 'Orpheus en de lier' was volledig in de geest van Bronners architectonische beeldhouwkunst gemaakt. Door deze prijs was Couzijn in staat een studiereis te maken; hij verbleef een jaar in Italië, een jaar in Amsterdam en een jaar Parijs, waar hij studeerde aan de Académie Ronson.
Als joodse anti-fascist vluchtte Couzijn in 1940 voor het nazi-geweld naar New York. Tijdens de oorlog werkte hij in Amerika als boekhouder voor de Koninklijke Nederlandse Stoomboot-Maatschappij. Hij kwam in de Verenigde Staten in contact met andere kunstenaars, onder wie Ossip Zadkine en Jackson Pollock. Hij ontmoette ook de kunstenares en beeldhouwster Pearl Perlmuter. In december 1945 trouwde hij met haar en ging terug naar Nederland.
Zijn eerste opdracht in Nederland was een bronzen herdenkingsreliëf. In 1947 maakte hij een gedenkteken in steen voor het bordes van het stadhuis van Made. Bronner was niet zo te spreken over dit werk. Couzijn was erg aangeslagen door zijn reactie en zocht zijn eigen weg. Door de jeugdverlamming kon hij één arm niet optimaal gebruiken, de fysieke kant van het beeldhouwen was daardoor een zware opgave voor hem. Vanaf 1948 ging hij meer met brons werken. Zij ontwerp voor het Nationaal Monument voor de Koopvaardij in Rotterdam uit 1951 betekende een doorbraak voor hem. De open, losse vormen die hij gebruikte waren nog vrij nieuw in Nederland. Voor het eerst herkent men in de aangevreten en uitwaaierende vlakken de latere Couzijn.
Couzijn was vanaf 1947 docent aan de Kunstnijverheidsschool, voorloper van de Gerrit Rietveld Academie. Hij was van 1948 tot 1962 lid en enige tijd bestuurslid van de Nederlandse Kring van Beeldhouwers. Hij richtte in 1959, samen met Carel Kneulman, Ben Guntenaar, Hans Verhulst en Shinkichi Tajiri, de Groep Amsterdam op en hij was betrokken bij de oprichting van Ateliers '63 in Haarlem.
In 1960 brak Couzijn nationaal en internationaal door. In dat jaar was het Nederlandse paviljoen op de Biënnale van Venetië vrijwel geheel aan zijn werk gewijd. Couzijn toonde daar voor het eerst de bronzen sculptuur 'Corporate Entity', die in 1963 voor het toenmalige Unilever-hoofdkantoor aan de Rochussenstraat in Rotterdam werd geplaatst en inmiddels is verplaatst naar het huidige Nederlandse hoofdkantoor aan het Weena. In 1967 nam hij deel aan het International Sculpture Symposium in de Canadese stad Toronto. Het door hem gemaakte werk Midsummer Night's Dream is te zien in het High Park. In 1978 scheidde Couzijn van Perlmuter. Vijf jaar later hertrouwde hij met Dineke Blom, een van zijn oud-leerlingen bij Ateliers. Zijn laatste beeld Souffleur was een opdracht van de gemeente Haarlem ter gelegenheid van zijn zeventigste verjaardag. Couzijn overleed voor het beeld werd geplaatst, op 71-jarige leeftijd.

## Werken (selectie)
- Daarom moet ik wenen (1950), Amsterdam, President Brandstraat

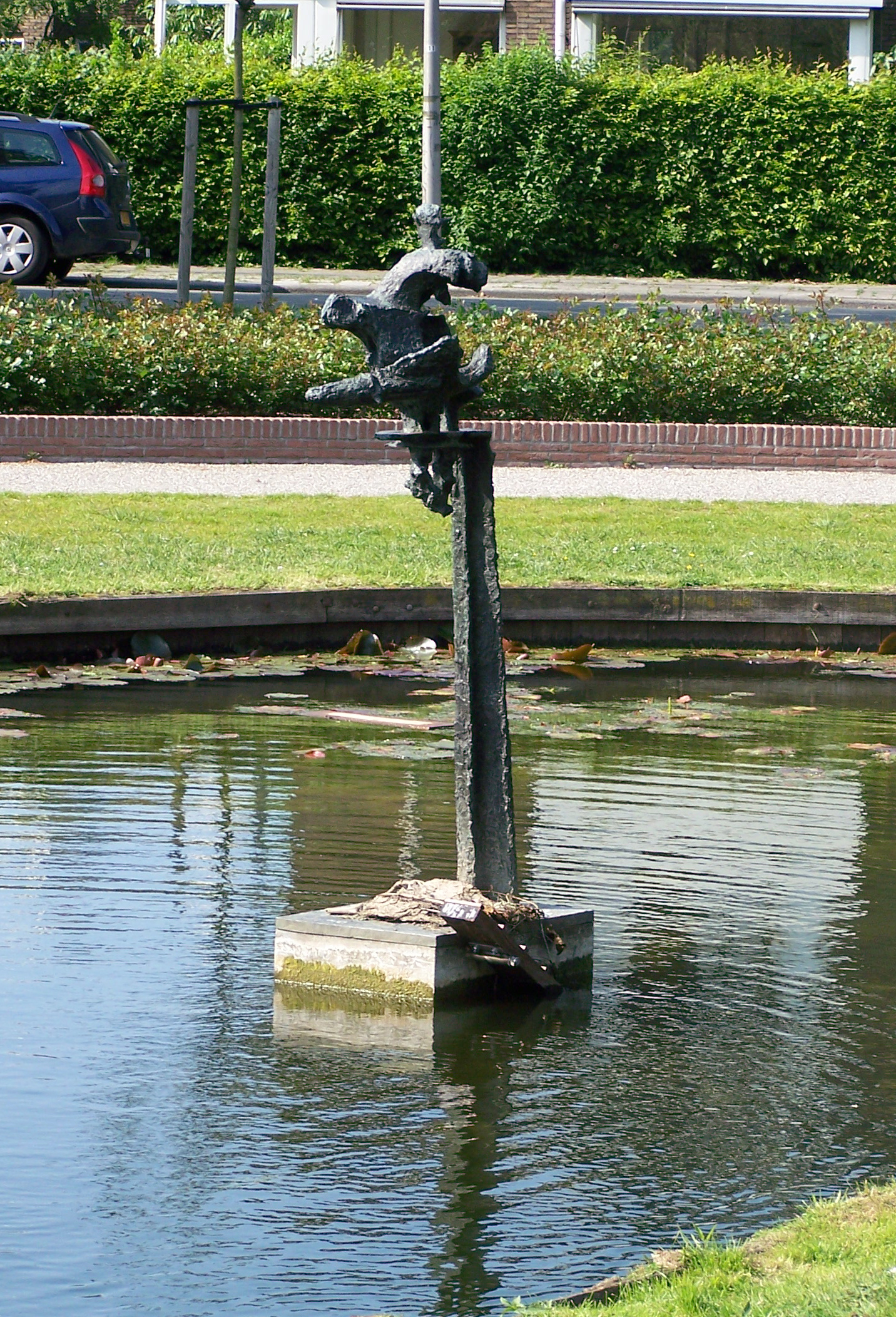
Gekluisterde hartstocht (1954), Utrecht - geplaatst in 1987
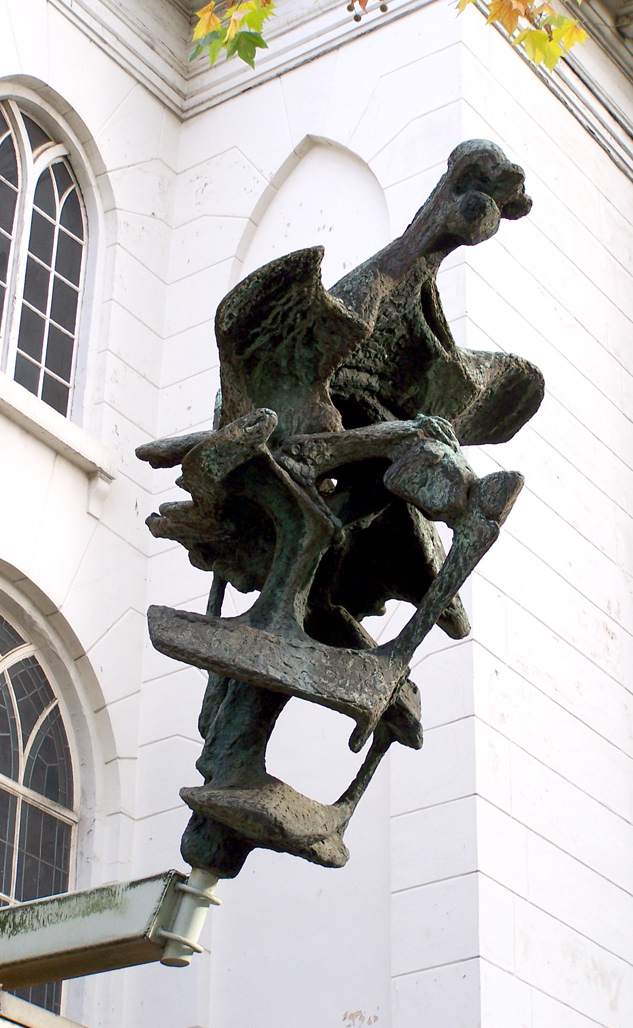
Vliegend/Vogel (1955), Singelkerk in Amsterdam - gekocht door Henk Bremer voor de Olijftakkerk in Amsterdam, later verplaatst naar de ingang van de Singelkerk in Amsterdam - Vliegend; afgietsel van bovenstaande geplaatst in Haarlem
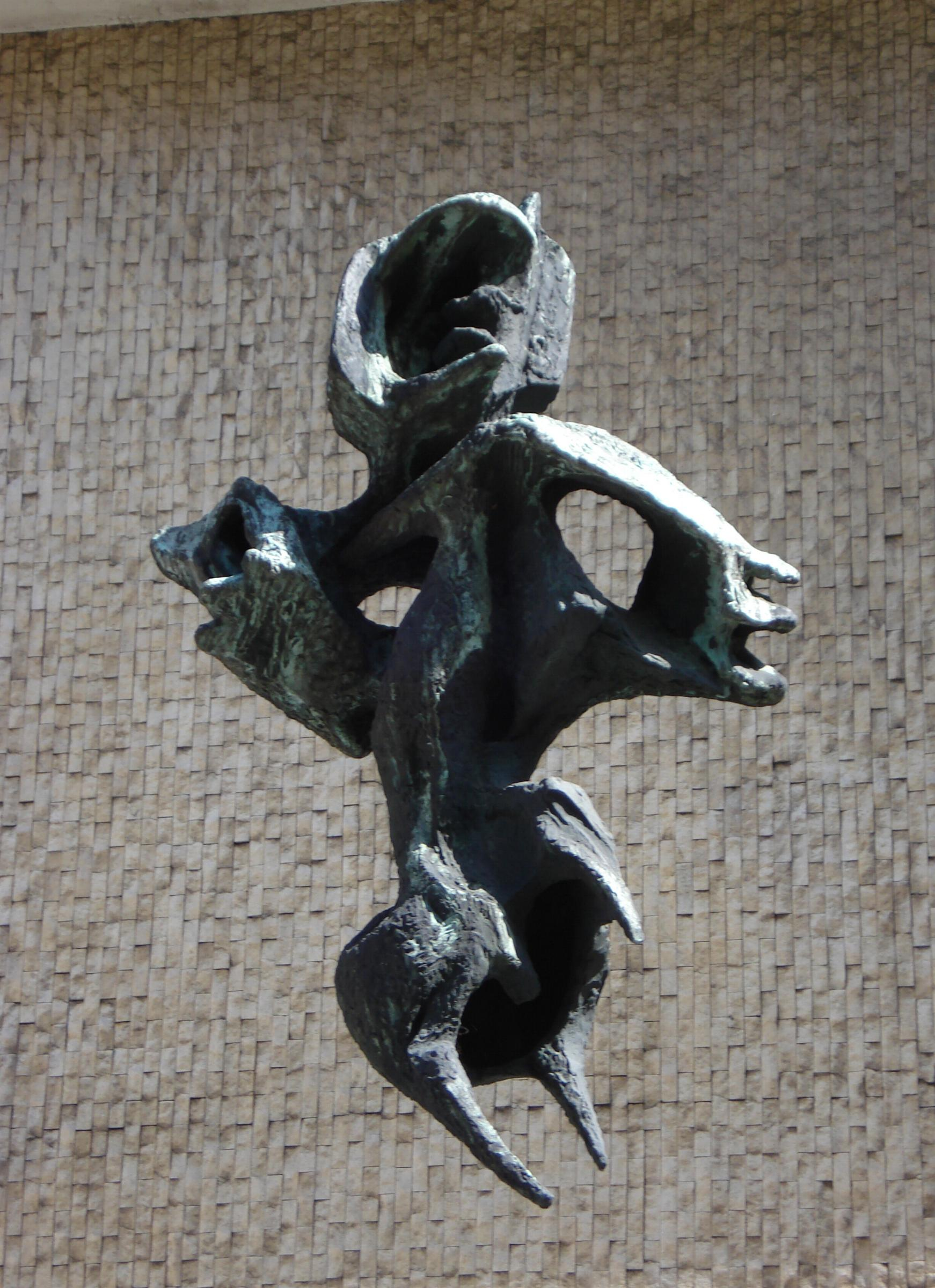
De koerier (1955), Slaakhuys aan de Slaak in Rotterdam
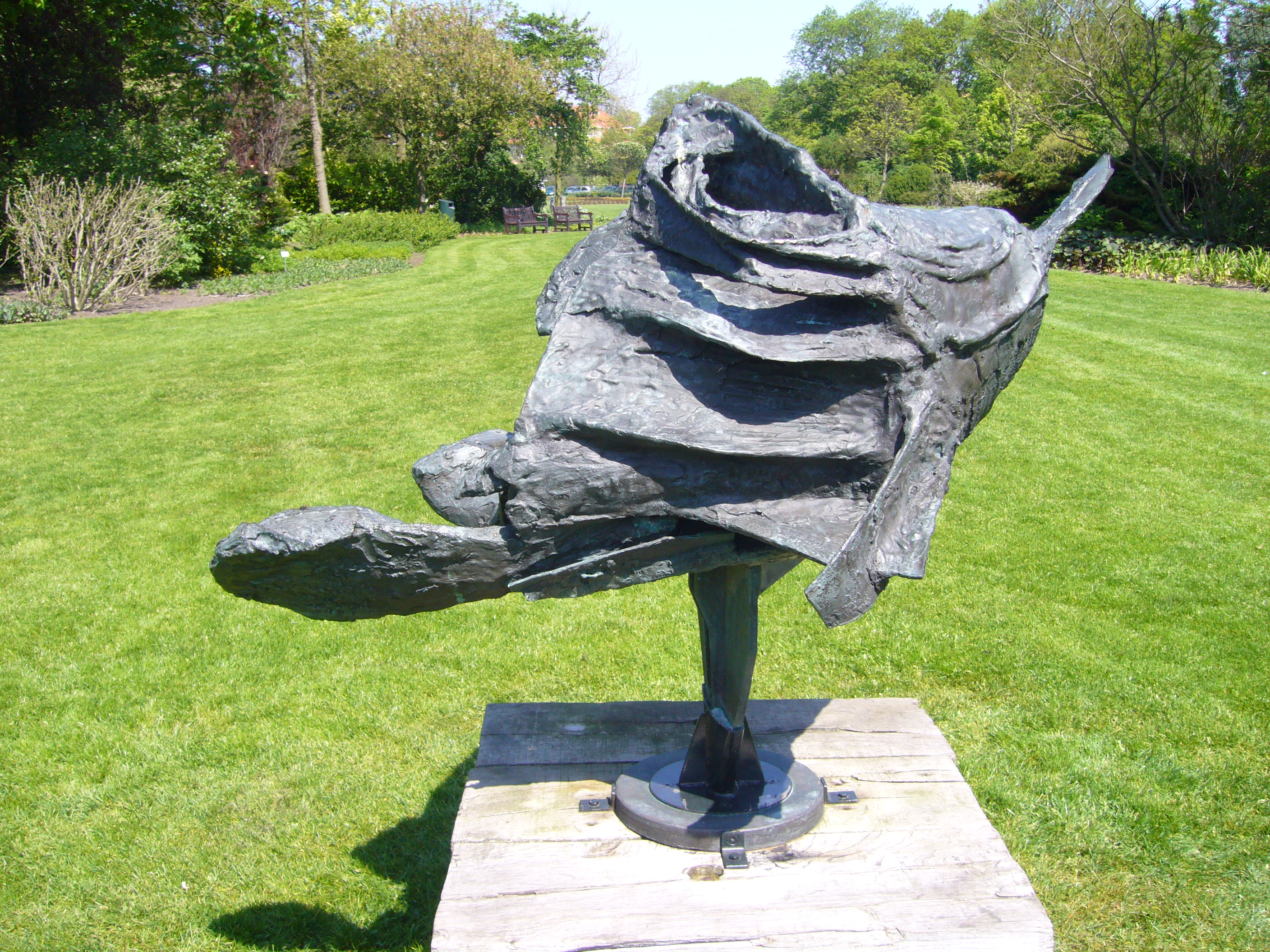
De zon, tuin van de Raad van State in Den Haag
- Vliegend (1957), Beeldenpark van het Kröller-Müller Museum in Otterlo
- Vliegend/Industriële energie (1958), rotonde Christiaan Huygensweg/Copernicuslaan in 's-Hertogenbosch
- Afrika ontwaakt (1961), Rijksmuseum Twenthe en Stedelijk Museum (Amsterdam)
- Vliegend/Afrika ontwaakt, Beeldenroute Technische Universiteit Eindhoven - aangekocht in 1967[3]
- Verlicht despoot (1962), Beeldenpark van het Museum voor Moderne Kunst Arnhem in Arnhem
- Corporate Entity (1963), Internationale Beelden Collectie in Rotterdam (in de volksmond ook wel De schroothoop genoemd. Bij de oplevering was het de grootste bronzen sculptuur die in Nederland is gegoten.[4])
- Omarming (1964), beeldenpark van het Westbroekpark in Den Haag
- Corporate Entity (1965), Blaloweg in Zwolle
- Midummer Night's Dream (1967), Toronto
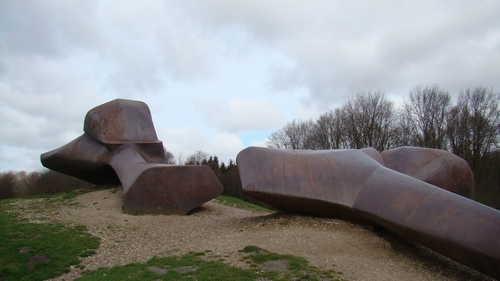
Groot landschap (1974), Sloterpark in Amsterdam
- Koopvaardijmonument (1974) in Vlissingen (in 1951 oorspronkelijk ontworpen voor Rotterdam)[5]
- Minoan (voor 1976), tentoonstelling Beelden op de Berg
- The awful rosted monument (1979), Arnhem (Amsterdamseweg/ Schelmseweg)
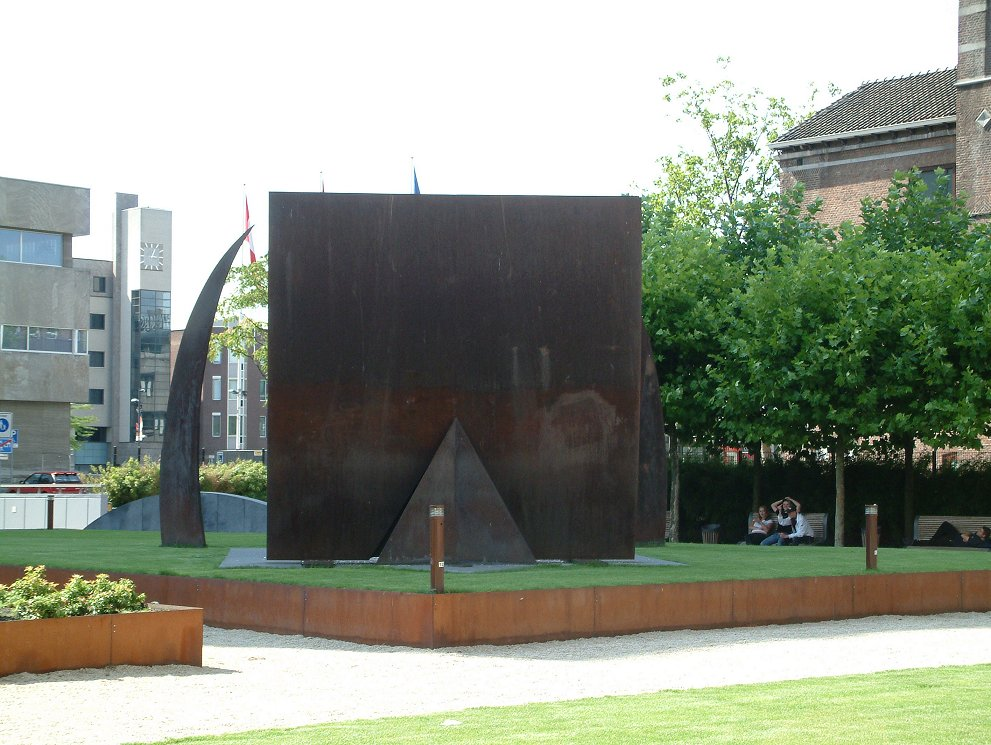
Communicatie (1980/81), Eindhoven
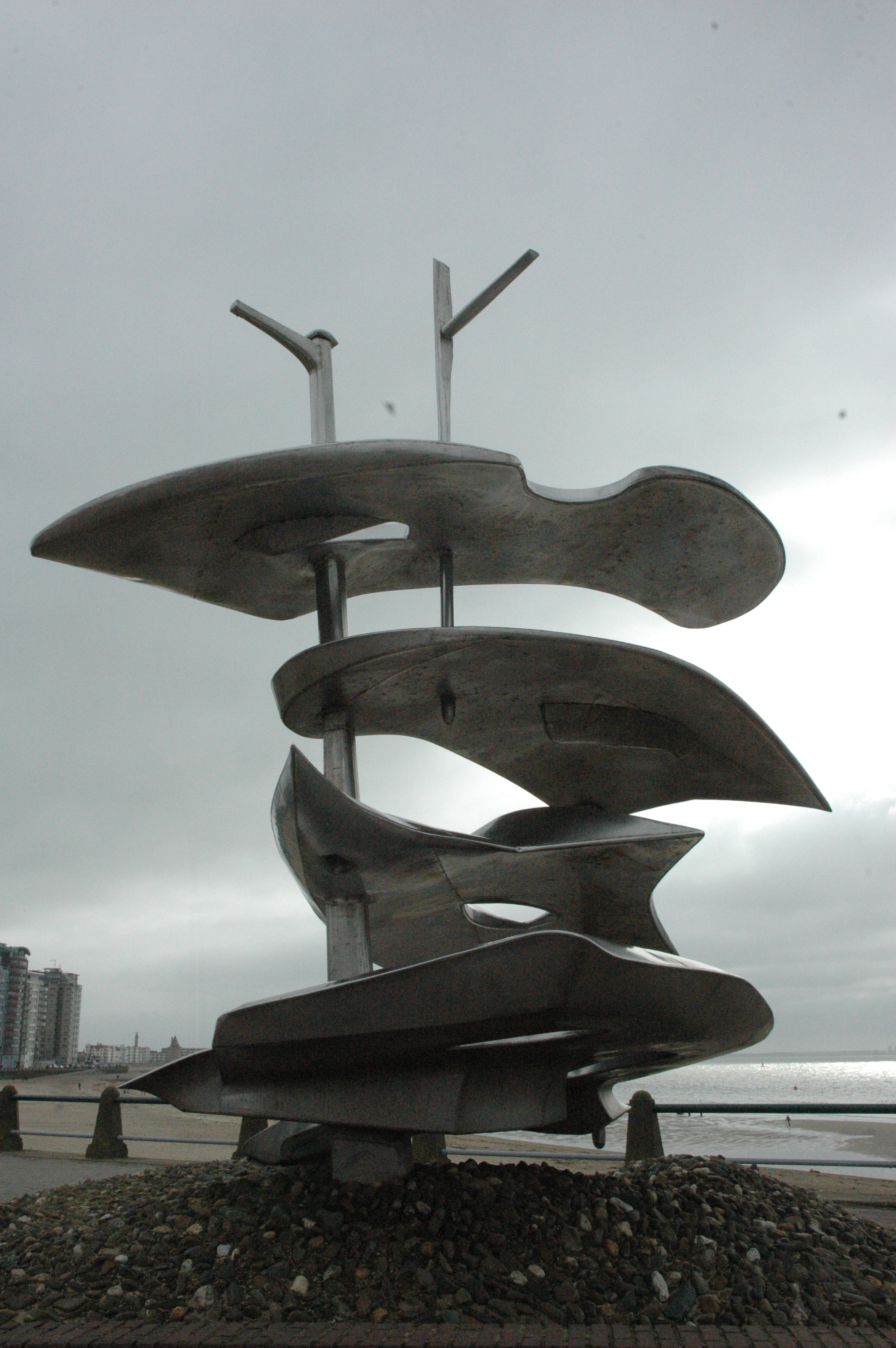
Koopvaardijmonument, Vlissingen

- Souffleur (1982), Stadsschouwburg in Haarlem

## Musea
De volgende musea hebben werken van Wessel Couzijn in hun collectie:
- Kröller-Müller Museum, Otterlo
- Museum Boijmans Van Beuningen, Rotterdam
- Joods Historisch Museum, Amsterdam